# John Tweed
Pour les articles homonymes, voir Tweed.
John Tweed, né le 21 janvier 1869 à Glasgow et mort le 12 novembre 1933, est un sculpteur écossais.
Il est membre de l'International Society of Sculptors, Painters and Gravers.

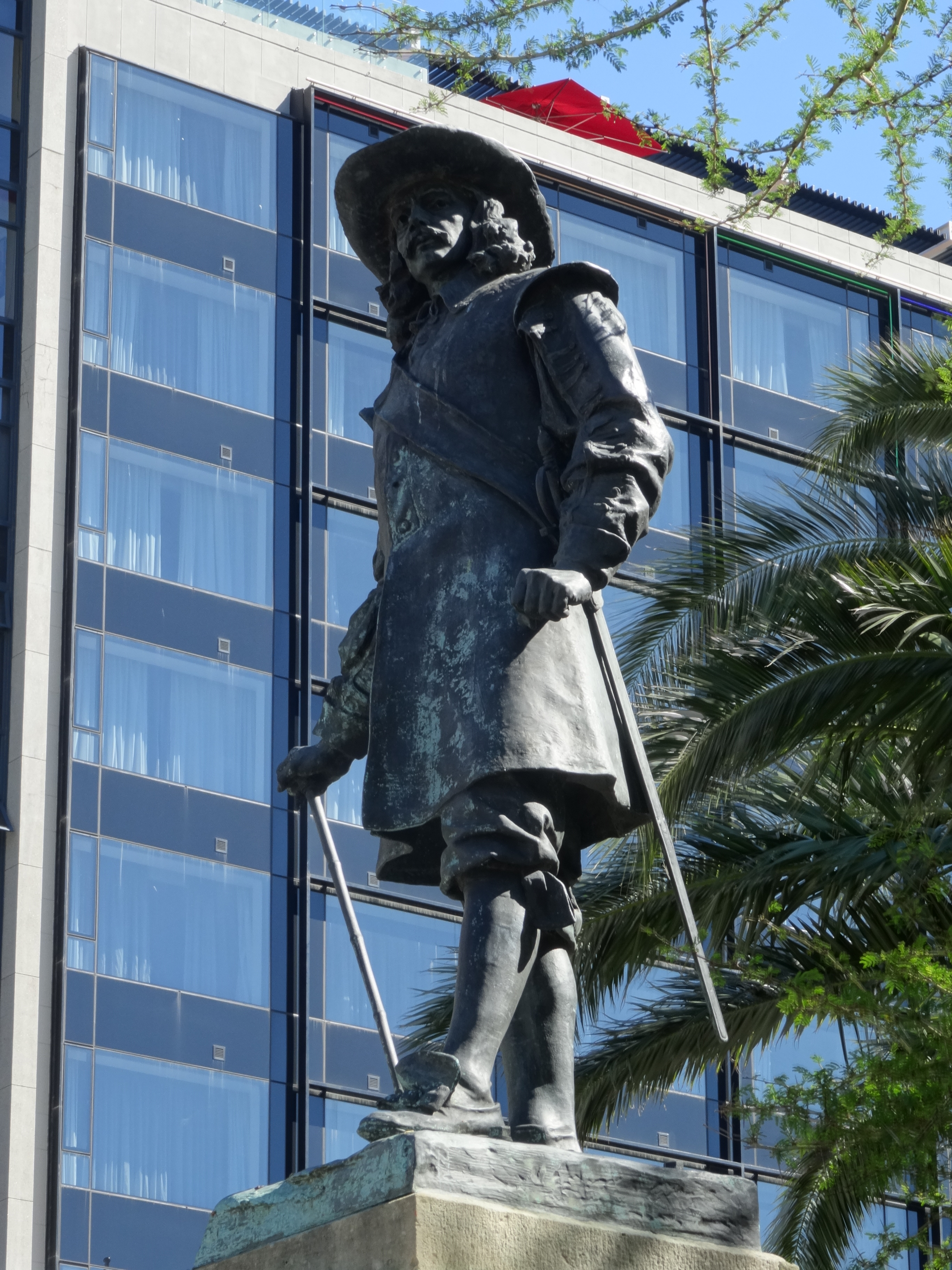
Statue de Jan van Riebeeck (1899) au Cap en Afrique du Sud
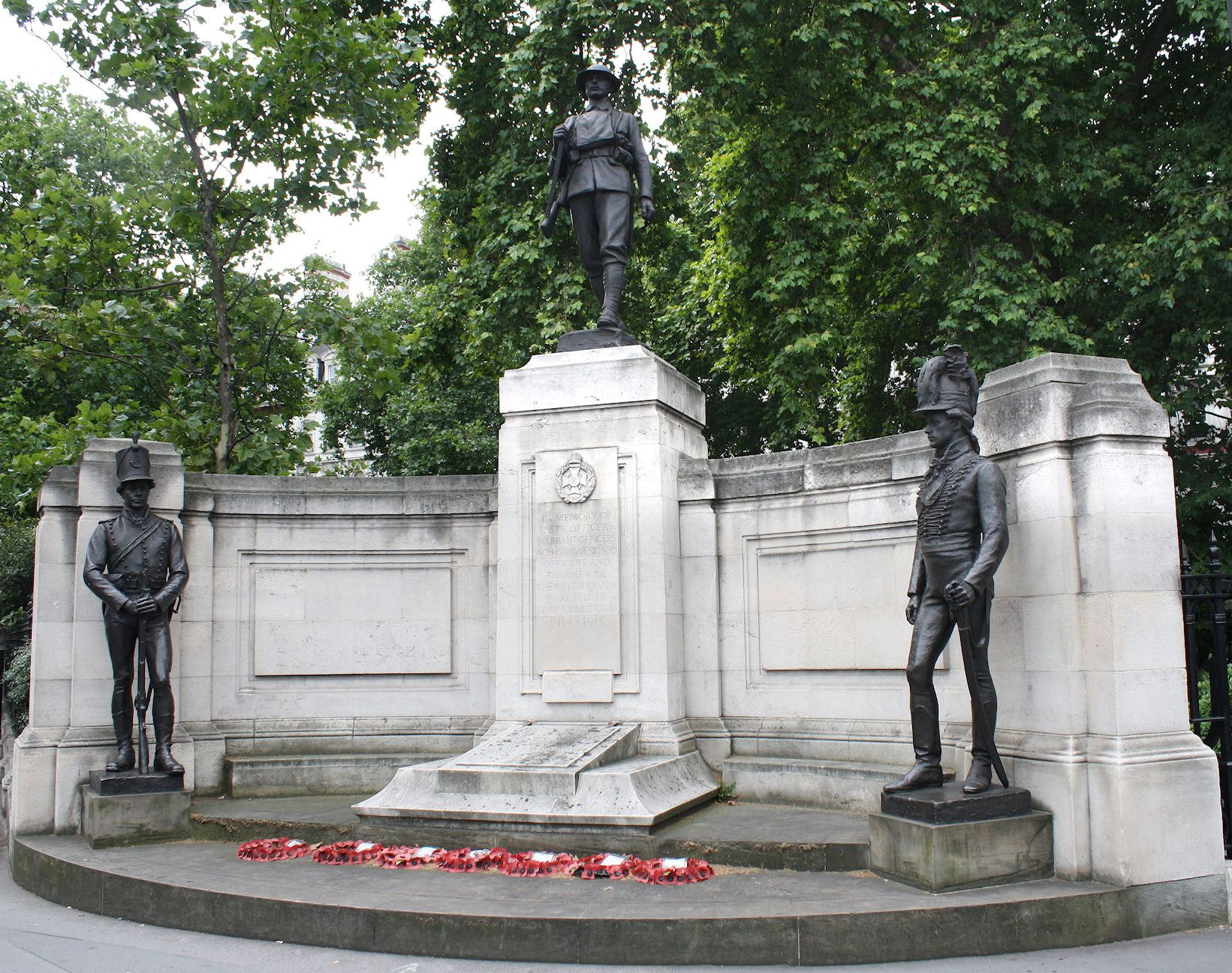
Le Rifle Brigade Memorial à Londres
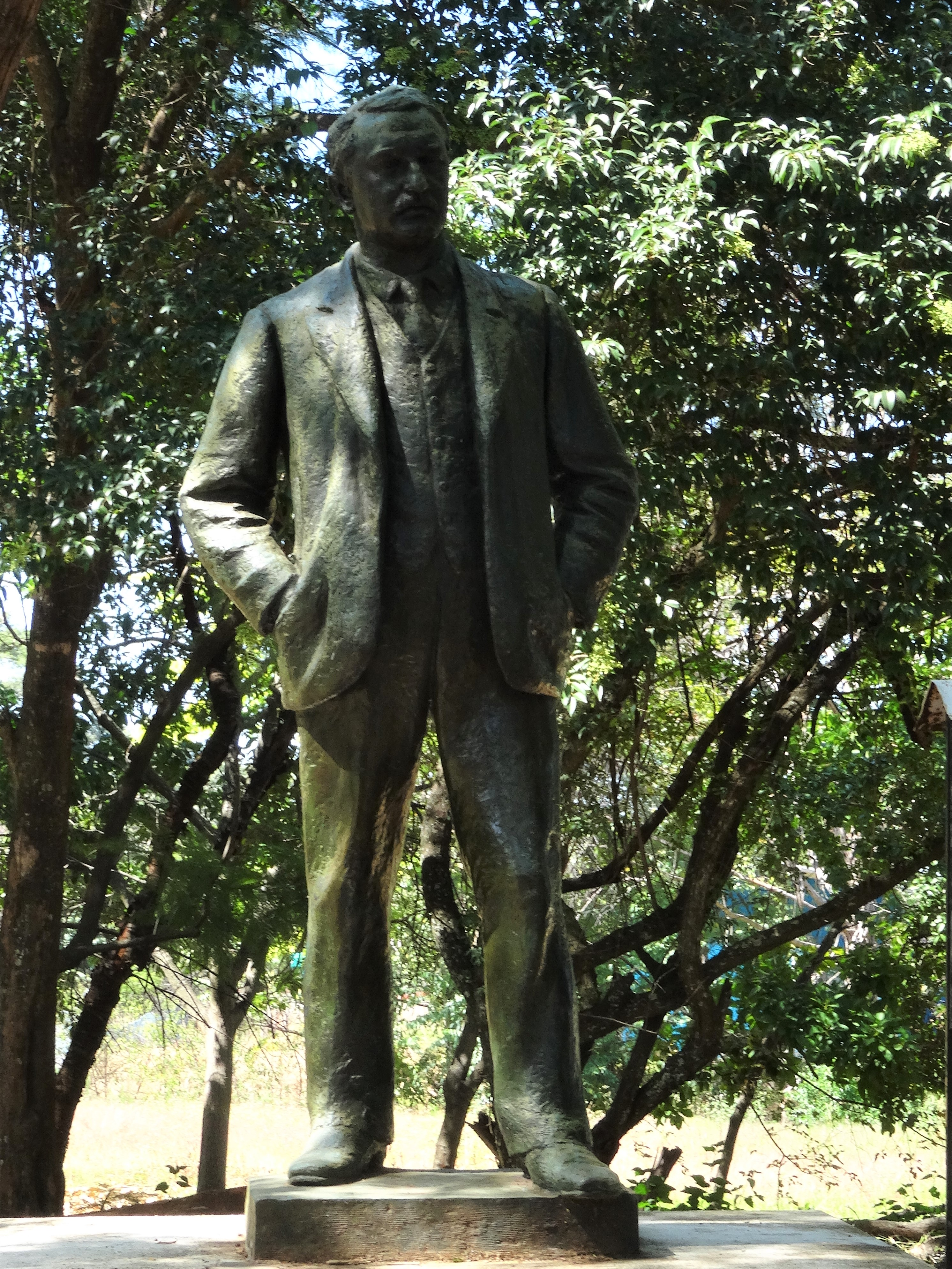
Statue de Cecil Rhodes (1928) à Harare au Zimbabwe
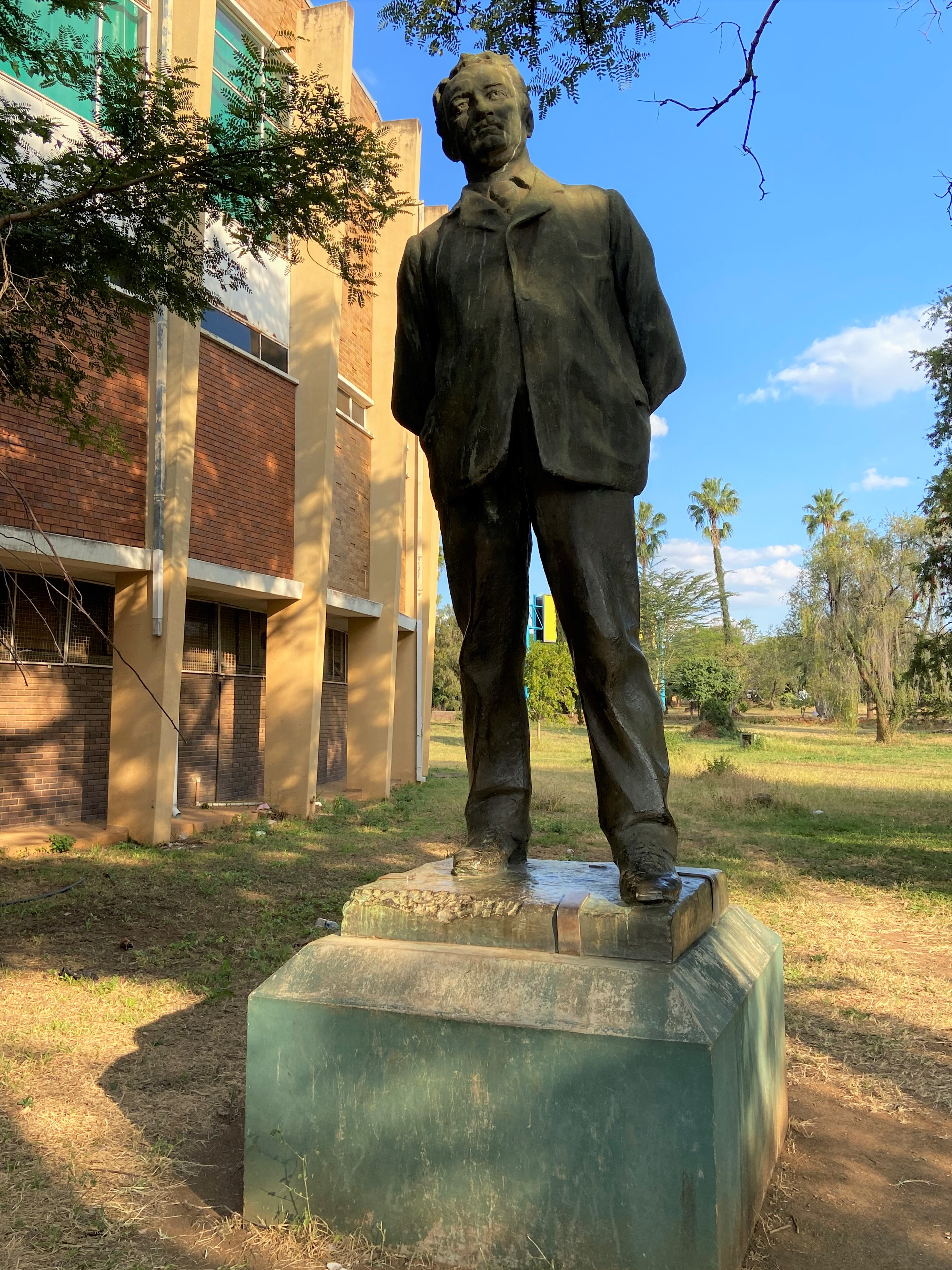
Statue de Cecil Rhodes (1904) à Bulawayo au Zimbabwe